# 방카섬
방카섬(인도네시아어: Bangka)은 인도네시아 수마트라섬의 동쪽에 위치한 섬이다. 1990년의 인구는 626,955명이었으며, 면적은 11,910 km2이다. 인도네시아 술라웨시섬의 북쪽에 방카섬(Pulau Banka)이라는 동명의 부속섬이 있다.

## 경제
1710년경부터 방카는 세계적으로 주요한 주석 생산지가 되었다. 주석 생산은 인도네시아 정부가 독점하고 있는 상태이며, 문톡에 가장 큰 주석 제련소가 있다. 흰 후추가 또한 섬에서 생산된다.